# Menarola
Menarola är en frazione i kommunen Gordona i provinsen Sondrio i regionen Lombardiet i Italien. 
Menarola upphörde som kommun den 25 november 2015 när den uppgick i kommunen Gordona. Den tidigare kommunen hade 46 invånare (2014).